# René Belletto
René Belletto, né à Lyon 2e le 11 septembre 1945, est un écrivain et scénariste français. Il est surtout connu pour ses romans policiers, primés à plusieurs reprises, mais il a également publié des romans psychologiques et du fantastique.

## Biographie
René Belletto fait des études de lettres au lycée du Parc à Lyon. De 1976 à 1982, il est critique de films pour l'hebdomadaire Lyon Poche sous le pseudonyme de François Labret.
Le Temps mort, un recueil de nouvelles, reçoit en 1974 le prix Jean-Ray de littérature fantastique. Mais c'est en 1981 qu'il connaît la consécration avec le roman Le Revenant, qui obtient le prix de l'Eté VSD Radio Monte-Carlo, suivi par Sur la terre comme au ciel qui lui vaut le grand prix de littérature policière en 1983. 
En 1986 L'Enfer, troisième roman ayant pour cadre sa ville natale, est distingué du prix Femina. 
En 1990, avec La Machine (1990), il aborde le thème fantastique des échanges d'identités. La même année, il signe deux scénarios pour la série télévisée Le Lyonnais, qu'il développe ultérieurement dans deux romans policiers : Régis Mille l'éventreur (1996), Ville de la peur (1997), pour conclure par un roman sophistiqué, Créature (2000), qui plonge l'intrigue et les personnages dans un monde parallèle.
En parallèle, René Belletto amorce une œuvre plus difficile, voire expérimentale : une démarche qui transparaît dans Coda (2005).
Reviennent dans son œuvre certains lieux (Lyon par exemple), certains objets (voitures Lancia et matériel haute-fidélité) et la musique (plusieurs personnages jouant de la guitare).
Le 20 janvier 2011, la région Rhône-Alpes lui remet le prix de l'adaptation cinématographique pour Le Revenant.

## Œuvres

### Romans
- 1978 : Livre d’histoire
- 1980 : Film noir
- 1981 : Le Revenant (réédité en 2006)
- 1982 : Sur la terre comme au ciel (réédité en 2006)
- 1986 : L'Enfer (réédité dans une version revue par l'auteur en 2007) — Prix Femina et prix du livre Inter
- 1990 : La Machine (réédité dans une version revue par l'auteur en 2006)
- 1991 : Remarques
- 1996 : Régis Mille l'éventreur (réédité dans une version revue par l'auteur en 2008)
- 1997 : Ville de la peur (réédité dans une version revue par l'auteur en 2008)
- 1998 : Histoire d'une vie – Remarques 2
- 2000 : Créature (réédité dans une version revue par l'auteur en 2009)
- 2002 : Mourir
- 2003 : Petit traité de la vie et de la mort
- 2005 : Coda
- 2010 : Hors la loi
- 2014 : Le Livre
- 2018 : Être

### Récit
- 1976 : Les Traîtres Mots ou Sept aventures de Thomas Nylkan

### Recueils de nouvelles
- 1974 : Le Temps mort ; réédition, Verviers, coll. « Marabout Fantastique » no 474, 2006 (L'Homme de main / Lettre à Mlle Catherine C. / Un long sommeil / Remake / La ruse / Quatre récits)
- 1994 : L’Homme de main et autres nouvelles (réédition de Le Temps mort)

### Autres publications
- 1986 : Loin de Lyon : XLVII sonnets
- 1994 : Les Grandes Espérances de Charles Dickens
- 2011 : Somme toute : Cent quarante-quatre sizains
- 2023 : Jean-Sébastien Bach

### Traduction
- 1998 : La Triste Fin du petit enfant huître et autres histoires de Tim Burton, éditions 10/18

## Filmographie

### Scénarios
- 1985 : Intrigues (série télévisée) -  épisode L'Œil du mort
- 1990 : Le Lyonnais (série télévisée), créée par Cyril Collard - épisodes 1 (Vidéo-meurtres) et 2 (La Reine du fleuve)

### Adaptations cinématographiques de ses œuvres par des tiers
- 1984 : Péril en la demeure de Michel Deville - adaptation du roman Sur la terre comme au ciel
- 1994 : La Machine de François Dupeyron - adaptation du roman homonyme

## Distinctions
- Prix Jean-Ray 1794 de littérature fantastique pour Le Temps mort[2]
- Prix de l'Eté VSD Radio Monte-Carlo 1981 pour Le Revenant
- Grand prix de littérature policière 1983 pour Sur la terre comme au ciel[3]
- Prix Femina 1986 pour L'Enfer[4]
- Prix du Livre Inter 1986 pour L'Enfer[5]